# Aneta Pastuszka-Konieczna
Aneta Regina Pastuszka-Konieczna (* 11. Mai 1978 in Krosno Odrzańskie, Woiwodschaft Lebus) ist eine polnische Kanurennsportlerin und fünffache Teilnehmerin der Olympischen Sommerspiele seit 1996 – Atlanta 1996, Sydney 2000, Athen 2004, Peking 2008, London 2012. Sie startet für den Club Warta Poznań.
Ihre Spezialdisziplin ist die 500-m-Strecke im Einer-Kajak (K-1), Zweier-Kajak (K-2) und im Vierer-Kajak (K-4).
Neben der Silbermedaille bei den Olympischen Spielen in Peking 2008, die sie gemeinsam mit Beata Mikołajczyk über die 500-m-Distanz gewann, errang sie über 500 Meter zweimal Bronze bei Olympia mit Beata Sokołowska-Kulesza in Sydney (2000) und Athen (2004).
Sie ist zudem 17-fache Medaillengewinnerin bei Kanurennsport-Weltmeisterschaften und 15-fache Medaillengewinnerin bei Europameisterschaften.
Mit der polnischen Mannschaft verpasste sie bei ihren Olympiateilnahmen im K-4 sowohl in Sydney 2000 wie in Athen 2004 als auch in Peking 2008 mit vierten Plätzen jeweils nur knapp das Podest.

## Karriere
Aneta Konieczna stieg zunächst beim Kanu Sport Club in Gorzów Wielkopolski ein, wo sie von Piotr Głażewski trainiert wurde. In den Jahren von 2001 bis 2012 war sie Sportlerin beim KS Poznań, bis sie im April 2012 zu Warta Posen wechselte.
Vor den Olympischen Spielen in London 2012 wurde bei ihr Krebs diagnostiziert und sie musste sich einer Operation unterziehen, wodurch sie ihren Startplatz im Zweier verlor.

## Ehrungen
Aneta Konieczna erhielt am 10. November 2000 das Verdienstkreuz der Republik Polen in Gold.
Am 7. Oktober 2004 wurde sie mit dem polnischen Orden Polonia Restituta in der Ritterklasse und am 8. Oktober 2008 in der Offiziersklasse geehrt.